# Florian Koch
Florian Koch (Bonn, 26 marzo 1992) è un cestista tedesco.